# Emil Pottner

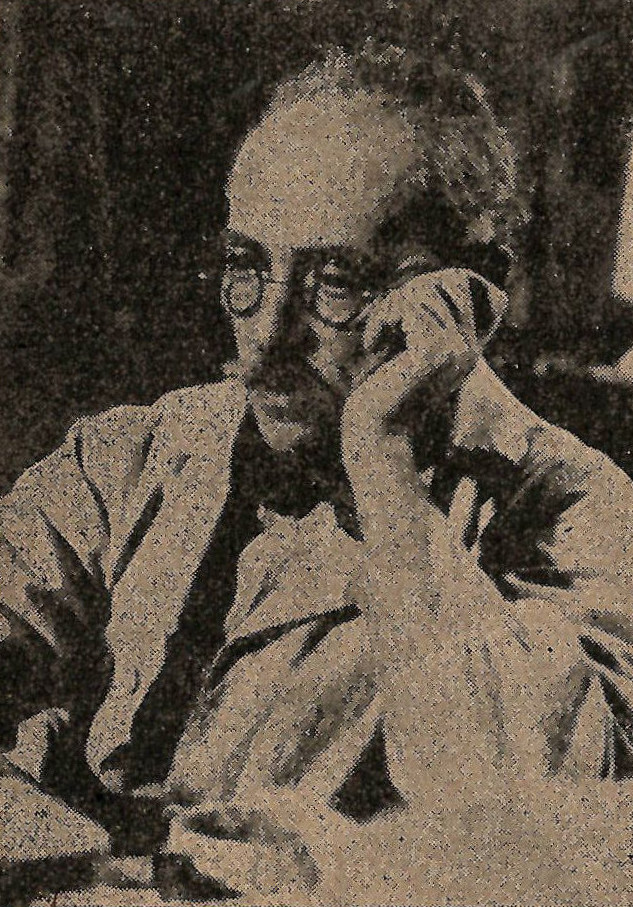
Emil Pottner

Emil Pottner (* 10. Dezember 1872 in Salzburg, Österreich-Ungarn; † nach dem 28. September 1942 vermutlich im Vernichtungslager Maly Trostinez) war ein österreichischer Maler, Grafiker und Keramiker des Impressionismus. 

## Leben
Emil Pottner war das Kind einer jüdischen Schauspielerfamilie; er studierte ab 1891 an der Münchner Akademie bei Herterich und Paul Höcker sowie in Berlin. Anregungen für seine künstlerische Arbeit holte er sich in der Porzellanmanufaktur in Delft.  Kurz nach der Jahrhundertwende ließ er sich in Berlin nieder. Ab 1905 war er auf dem Gebiet der Kleinplastik tätig und erfand ein eigenes System der Porzellanplastik; daneben arbeitete er auf den Gebieten der Malerei, der Radierung, der Lithographie und des Holzschnitts. So schuf er 1911  für eine Majolika-Manufaktur eine Kollektion von 79 Vogel-Modellen. Emil Pottner war Mitglied im Deutschen Künstlerbund. Er wurde 1913 in den Vorstand der Berliner Secession gewählt und war vor allem für seine Tierdarstellungen bekannt.
Pottner verfasste auch einige selbst illustrierte Bücher; 1912 erschienen seine Texte mit Lithographien in Paul Cassirers Pan-Presse. Er lebte in Petzow an der Havel; sein Grundstück am Wasser gab ihm Inspiration für seine Gemälde, Graphiken und Keramiken. Außerdem hatte er sich eine Keramikwerkstatt in  Berlin-Charlottenburg eingerichtet und bildete  Hananja, den Sohn des Rechtsanwalts Ernst Pinner, zum Keramiker aus.   Als Folge des gegen Juden verhängten Arbeitsverbots durch das NS-Regime war  Pottner gezwungen, Ende 1933 seine Keramikwerkstatt aufzugeben. 1938 musste er auch  sein Grundstück in Petzow verkaufen, auf dem er seine Gartenbilder und Holzschnitte geschaffen hatte. Am 24. Juli 1942 wurde er nach Theresienstadt deportiert, von dort am 26. September nach Treblinka und dann in das Vernichtungslager Maly Trostinez gebracht. Sein letztes Lebenszeichen datiert vom 28. September 1942.

## Würdigung und Rezeption
Bereits 1928 wurde Pottners Schaffen von Karl Schwarz gewürdigt:
„Ein Künstler von erstaunlicher Vielseitigkeit in der technischen Darstellung eines Sondergebietes ist Emil Pottner. Von der Landschaft als Maler ausgehend, entdeckte er seine Liebe für die gefiederte Welt und wurde einer ihrer lebensvollsten Interpreten in der Malerei und Graphik, nicht zuletzt aber auch in Keramiken und feinen Porzellanfigurinen.“
Pottners Werke wurden 1935 im jüdischen Museum in der Oranienburger Straße Berlins ausgestellt; Braunschweig ehrte ihn 1952 den 80. Geburtstag ebenfalls mit einer Ausstellung. In einer großen Secessionsausstellung des Berliner Kunstvereins 1982 war Pottner mit zehn Gemälden, Grafiken und Keramiken vertreten. Seit den 1990er-Jahren hat der Kunsthistoriker Markus Oertel umfangreiches Material zum Werk und Leben Pottners zusammengetragen. Seine Werke befinden sich u. a. im Brooklyn Museum und im Museum of Modern Art.

## Ausstellungen
- Emil Pottner – Malerei, Graphik, Plastik. Museum der Havelländischen Malerkolonie, bis 20. Juli 2016

## Werke (Auswahl)
- Selbstbildis. 1892
- Baumgartenbrück im Sommer. 1911
- Thors Schatten. 1915
- Die Bürger von Calais. 1915
- Oberbayrisches Bauernhaus.
- Der Hl. Franziskus.

## Publikationen (Auswahl)
- Eindrücke aus dem Leben der Vögel. Zwanzig Steinzeichnungen und Text von Emil Pottner. Paul Cassirer, Berlin 1912, DNB 1066760101.
- Sommertage im Geflügelhof. Zwanzig Steinzeichnungen und Text. Paul Cassirer, Berlin 1912, OCLC 19986595.
- Geschichte einer jungen Krähe. Erzählt und illustriert von Emil Pottner. Alf Häger Verlag, Berlin 1924, DNB 367625121.
- Vögel am Wasser. Häger, Berlin 1924, DNB 362308330.